# Jung-Stillings Geburtshaus

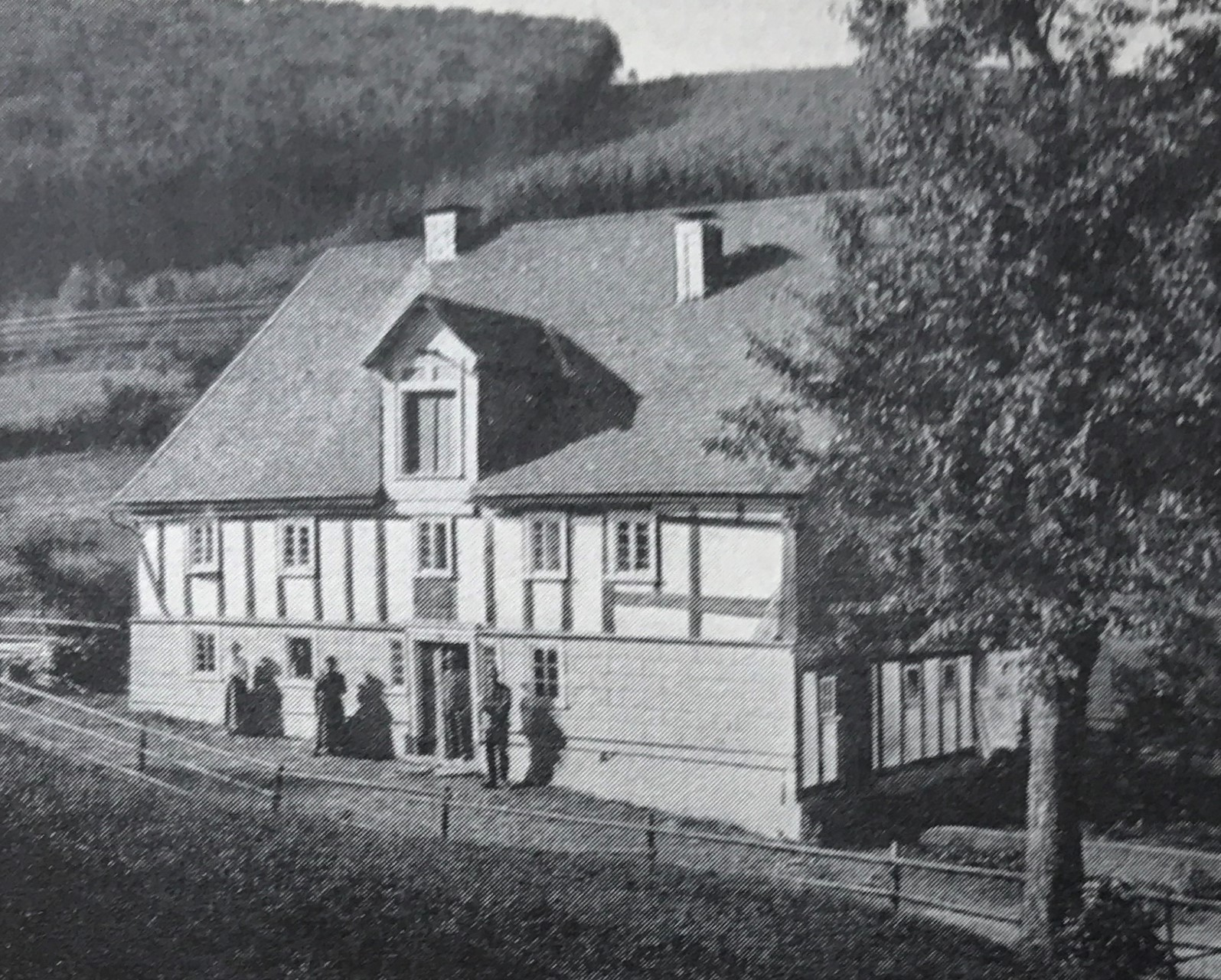
Geburtshaus Jung-Stillings, 1930er Jahre

Jung-Stillings Geburtshaus ist ein historisches Gebäude in Hilchenbach-Grund und Baudenkmal. Am 12. September 1740 wurde hier der Schriftsteller und Augenarzt Johann Heinrich Jung-Stilling als Sohn eines Flickschneiders und Schullehrers geboren.

## Geschichte
Nachdem das Haus am 4. August 1928 abgebrannt war, wurde an gleicher Stelle nach alten Plänen ein neues Gebäude errichtet, das am 20. Oktober 1929 eingeweiht wurde. Vom Siegerländer Heimat- und Geschichtsverein wurde darin eine Gedenkstube für Johann Heinrich Jung-Stilling eingerichtet.
Gezeigt werden einige erhalten gebliebene Original-Möbelstücke. Eine Vitrine enthält Jung-Stillings medizinisches Besteck für Augenoperationen.
Ein 11 Kilometer langer Wanderweg (Jung-Stilling-Rundweg) verbindet verschiedene Lebensstationen Jung-Stillings (darunter die alte Kapellenschule) und endet auf der Ginsburg.